# リオネル・ブランギエ
リオネル・ブランギエ（英:Lionel Bringuier、1986年- ）は、フランス生まれの指揮者。

## 経歴
ピアニストの兄ニコラ・ブランギエを含む音楽家一家の第4子としてフランスのニースで生まれる。5歳でニース地方音楽院に入学し、数々の一等賞を受賞する。2000年2月、13歳でパリ国立高等音楽・舞踊学校に入学し、チェロの勉強を続ける。その後、同学校で指揮の勉強を始める。師匠にはゾルト・ナギなどがいた。2004年6月、優秀な成績で卒業し、チェロと指揮のディプロマを取得した。兄のニコラと共にチェロとピアノのデュオを演奏している。
2005年、パリ管弦楽団のアシスタント・コンダクターに就任。同年、第49回ブザンソン国際音楽祭の指揮部門で優勝。2007年、ブルターニュ管弦楽団の副指揮者に就任。アメリカでは、2007年にエサ＝ペッカ・サロネンの指名でロサンゼルス・フィルハーモニックの副指揮者に就任した。その後、グスターボ・ドゥダメルの音楽監督時代に副指揮者に昇進し、その後、同楽団史上初のレジデント・コンダクターに就任した。2012-2013年シーズンをもって退任。
2009年から2012年まで、カスティーリャ・イ・レオン交響楽団の音楽監督を務めた。2011年11月にチューリッヒ・トンハレ管弦楽団に客演し、2012年6月に再登場した。2012年10月、チューリッヒ・トーンハレ管弦楽団は2014-2015年シーズンからブランギエを次期首席指揮者兼音楽監督に指名し、当初の契約期間は4年だった。2016年8月、同楽団は現在の契約終了時である2017-2018年シーズン終了をもって、トーンハレ管の在任を終了すると発表した。2021年には東京文化会館で宮本亞門演出の『魔笛』を指揮する予定であったが、新型コロナウイルス感染症に係る14日間の待機期間に伴うスケジュールの都合で来日が不可能になり、代わってリトアニア出身の女性指揮者、ギエドレ・シュレキーテが指揮をすることになった。
ブランギエは、ブルターニュ管弦楽団とヴァンサン・ダンディの音楽をティンパニ・レコードから、カミーユ・サン＝サーンスの音楽をフランス放送フィルハーモニー管弦楽団とエラト・レーベルから商業録音を行なっている。